# Das Triumvirat
Das Triumvirat ist eine 1987 erschienene Sammlung von Kurzgeschichten des deutschen Schriftstellers Gisbert Haefs.

## Handlung
Im Zentrum der Handlung stehen drei ältere Herren, der pensionierte Oberst Albrecht, der Pfarrer Bargmann und der Arzt Korff, die sich jede Woche zum Skat treffen. Immer wieder kommen sie dabei auf merkwürdige Ereignisse in ihrer Heimatstadt zu sprechen, zumeist Mordfälle, welche sie durch gemeinsames Überlegen lösen. Interessant ist dabei vor allem der verbale Schlagabtausch zwischen den drei Männern, die außer der Skatrunde nichts zu verbinden scheint. Albrecht ist bekennender Atheist und Militarist und kommt daher immer wieder mit dem Katholiken Bargmann in Konflikt. Dieser bezeichnet den Oberst a. D. als „Heiden“, „Landsknecht“ oder mit ähnlichen Bezeichnungen. Korff wiederum wird wegen seiner akribischen, oft pedantisch rationalen Betrachtungsweise geneckt. Obgleich einige der Bemerkungen durchaus unter die Gürtellinie zielen, sind die Dialoge auf hohem sprachlichem Niveau angesiedelt und bedürfen häufig sogar der Kenntnis griechischer Mythologie. Bezeichnungen wie „papistischer Schamane“ (Bargmann), „Medizinmann“ (Korff) oder „Feldwebel“ (Albrecht) kehren jedoch immer wieder. Obgleich Bargmann, Korff und Albrecht sich bereits seit Jahren zu kennen scheinen und in einer eher unbedeutenden, namenlosen Kleinstadt („...eine Autostunde vom Düsseldorfer Flughafen...“) leben, in der jeder jeden kennt, sprechen sie sich mit Nachnamen an und siezen sich (bis auf eine einzige Ausnahme). Ihre Vornamen bleiben, ebenso wie der Name der Stadt, unerwähnt, teilweise werden auch Personen der jeweiligen Kriminalfälle nur mit Berufsbezeichnungen genannt (etwa Der Komponist).

## Motive
Die vom Triumvirat bearbeiteten Fälle werden meist nach demselben Motiv gelöst. Einer der drei Männer bringt einen interessanten Kriminalfall ins Gespräch, woraufhin das Skatspiel unterbrochen wird und jeder seine Spekulationen darüber anstellt. Meist beginnt hier schon die erste Kontroverse, da einer der Herren, zumeist Bargmann, lieber weiterspielen als herumrätseln will. Im Laufe der Überlegungen trägt jedoch jeder etwas bei, um der Lösung des „Falles“ näher zu kommen. Da alle drei in gehobenen Kreisen verkehren und diverse Kontakte pflegen, können sie auch oft mit Informationen aufwarten, die ein einfacher Mitbürger nicht bekommen könnte. So spricht Albrecht immer wieder davon, diverse Informanten zu haben, Bargmann pflegt guten Umgang mit seinen Gemeindemitgliedern und Korff erfährt als Arzt auch oft mehr als andere. Auch die Betrachtungsweisen sind unterschiedlich: Albrecht sieht alles aus einer eher populären Perspektive und neigt zum Polemisieren, Bargmann hat immer die spirituelle Komponente im Sinne und Korff wartet mit akribischer Pedanterie und medizinischem Fachwissen auf. Die Spekulationen der ergrauten Hobbyermittler laufen zwar zunächst ins Leere, so dass der Fall unlösbar scheint, am Ende präsentiert jedoch stets einer der drei das Ergebnis. Interessant ist dabei, dass die Lösung immer logisch erscheint, ihre Richtigkeit jedoch nie bewiesen wird. Das Triumvirat könnte sich also durchaus irren. Auch wird ihrerseits stets auf das Informieren der Sicherheitsbehörden verzichtet, oftmals da einfach die Beweise fehlen.
Eine weitere Figur ist der Wirt, der, da sich die Handlung meist vollständig in dessen Kneipe abspielt, im Gespräch allgegenwärtig ist. Er kommt allerdings nie selbst zu Wort. Meistens wird seine Musikauswahl, die ziemlich von seiner Stimmung abhängig ist, durch das Triumvirat kritisiert. Immer wieder führt gerade die Musik auf die richtige Spur, so dass der Wirt, wenn auch eher passiv, zur wichtigen Figur wird.

## Hörspiele
Der Westdeutsche Rundfunk produzierte in den Jahren 1984, 1985, 1996 und 2007 vier Hörspiele über das Triumvirat, welche allesamt auf WDR 5 ausgestrahlt wurden. Die ersten beiden erschienen noch vor dem Buch und tragen die Titel Das Triumvirat und Das Triumvirat denkt. Drehbuchautor war Haefs selbst. Die Rollen werden in beiden Hörspielen von Hans Korte (Oberst a. D. Albrecht), Peter Pasetti (Pfarrer Bargmann) und Heinz Trixner (Dr. Korff) gesprochen. Regie führte Heinz Dieter Köhler. Unter der Regie von Klaus Dieter Pittrich erschien 1996 Das Triumvirat spinnt. Die Sprecher blieben, nur die Rolle des Pfarrers musste hier von Harald Leipnitz übernommen werden, da Pasetti verstorben war. Das vierte Hörspiel wurde als Live-Aufführung vor Publikum 2007 ausgestrahlt und trug den Titel Das Triumvirat hext. Die Sprecher waren Dietmar Mues (Pfarrer Bargmann), Peter Fricke (Dr. Korff) und Gert Haucke (Oberst Albrecht), die Regie führte Christoph Pragua.